# Сааль, Юрий Александрович
Юрий Александрович Сааль (21 ноября 1929, Свердловск — 20 февраля 2005, Алма-Ата) — советский хоккеист и тренер. Заслуженный тренер РСФСР и Казахской ССР.

## Биография
Воспитанник свердловского хоккея. С сезона 1951/52 выступал за «Динамо» (Свердловск) в высшей лиге. С 1955 года играл за свердловский «Спартак», в его составе забил не менее 18 голов в высшей лиге. С 1960 года до конца карьеры играл за «Металлург» (Новокузнецк).
После окончания игровой карьеры стал работать главным тренером новокузнецкого «Металлурга», под его руководством команда добилась наивысшего результата в советской истории — девятое место в высшей лиге в сезоне 1964/65. Затем с конца 1960-х годов возглавлял команду «Автомобилист»/«Енбек» (Алма-Ата), игравшую во второй и первой лигах чемпионата СССР. В сезоне 1968/69 привёл команду к победе в восточной зоне второй лиги. В 1970 году вывел команду в полуфинал Кубка СССР. После расформирования «Енбека» в 1975 году перешёл в усть-каменогорское «Торпедо», но там работал менее года. Также возглавлял сборную Казахской ССР.
Скончался 20 февраля 2005 года, похоронен на Западном (Бурундайском) кладбище Алматы.